# تسوباکیموتو
تسوباکیموتو (انگلیسی: Tsubakimoto) شرکت قطعات خودروی ژاپنی است، که در سال ۱۹۱۷ تأسیس شد.